# نجخ
نجخ، هي قرية من فئة (ب) تقع في محافظة الدوادمي، والتابعة لمنطقة الرياض في السعودية. وتبعد نجخ عن محافظة الدوادمي بمسافة تقارب (87) كم.